# Sonia Bergamasco
Sonia Bergamasco (Milà, 16 de gener de 1966) és una música, poetessa, actriu i directora de cinema italiana.

## Biografia
Llicenciada en piano al Conservatori Giuseppe Verdi de Milà i en interpretació a l'Escola del Piccolo Teatro. Des que va debutar a Arlecchino servitore di due padroni de Giorgio Strehler, ha treballar al Pinocchio de Carmelo Bene i amb directors de teatre com Theodoros Terzopoulos i Massimo Castri.
El 2003 va rebre una nominació als Nastri d'argento i al Globo d'oro com a millor actriu protagonista per la pel·lícula La meglio gioventù. Al cinema va actuar amb directors com Silvio Soldini, Giuseppe Bertolucci, Liliana Cavani, Marco Tullio Giordana, Bernardo Bertolucci i Gennaro Nunziante. El 2016 va ser escollida com a padrina de la 73a Mostra Internacional de Cinema de Venècia.
Dona suport a l'organització Metges Sense Fronteres. L'any 2017, va visitar tres hospitals de MSF a Jordània per a la campanya "Care in the Heart of Conflict".

## Vida privada
Està casada amb l'actor Fabrizio Gifuni des de l'any 2000 i té dues filles.

## Filmografia

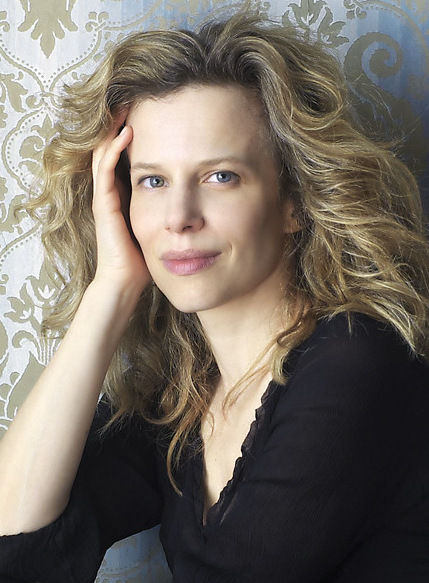
Sonia Bergamasco al Quirinal el 2013

### Cinema
- D'estate, dirigida per Silvio Soldini – curtmetratge (1994)
- Il mnemonista, dirigida per Paolo Rosa (2000)
- Quello che posso permettermi, dirigida per Andrea Porporati – curtmetratge (2000)
- Voci, dirigida per Franco Giraldi (2001)
- L'amore probabilmente, dirigida per Giuseppe Bertolucci (2001)
- Come si fa un Martini, dirigida per Kiko Stella (2001)
- Amorfù, dirigida per Emanuela Piovano (2003)
- La meglio gioventù, dirigida per Marco Tullio Giordana (2003)
- Musikanten, dirigida per Franco Battiato (2005)
- Il sospetto, dirigida per Mariano Cirino – curtmetratge (2006)
- Niente è come sembra, dirigida per Franco Battiato (2007)
- Sanguepazzo, dirigida per Marco Tullio Giordana (2008)
- Cellule, dirigida per Liliana Ginanneschi – curtmetratge (2008)
- La straniera, dirigida per Marco Turco (2009)
- Giulia non esce la sera, dirigida per Giuseppe Piccioni (2009)
- La donna della mia vita, dirigida per Luca Lucini (2010)
- Maledimiele, dirigida per Marco Pozzi (2010)
- Senza arte né parte, dirigida per Giovanni Albanese (2011)
- Io e te, dirigida per Bernardo Bertolucci (2012)
- Rubando bellezza, dirigida per Fulvio Wetzl, Danny Biancardi i Laura Bagnoli – documental  (2015)
- Quo vado?, dirigida per Gennaro Nunziante (2016)
- Karenina and I, dirigida per Tommaso Mottola (2017)
- Come un gatto in tangenziale, dirigida per Riccardo Milani (2017)
- Riccardo va all'inferno, dirigida per Roberta Torre (2017)
- Vita agli arresti di Aung San Suu Kyi, dirigida per Marco Martinelli (2017)
- Come un gatto in tangenziale - Ritorno a Coccia di Morto, dirigida per Riccardo Milani (2021)
- I cassamortari, dirigida per Claudio Amendola (2022)
- Grazie ragazzi, dirigida per Riccardo Milani (2023)
- La vita accanto, dirigida per Marco Tullio Giordana (2024)
- Duse the Greatest, dirigida per Sonia Bergamasco (2025)
- Il Nibbio, dirigida per Alessandro Tonda (2025)

### Televisió
- La trilogia della villeggiatura, dirigida per A. Moretti - teatre TV (1993)
- Voce dei canti, dirigida per Carmelo Bene - teatre TV (1998)
- Pinocchio ovvero lo Spettacolo della Provvidenza, dirigida per Carmelo Bene - teatre TV (1999)
- De Gasperi - L'uomo della speranza, dirigida per Liliana Cavani - minisèrie TV (2005)
- Quo vadis, baby?, dirigida per Guido Chiesa - minisèrie TV (2008)
- Einstein, dirigida per Liliana Cavani - minisèrie TV (2008)
- Bakhita - La santa africana, dirigida per Giacomo Campiotti - minisèrie TV (2009)
- Tutti pazzi per amore, dirigida per Riccardo Milani e Laura Muscardin - serie TV (2009-2010)
- Una grande famiglia, dirigida per Riccardo Milani - serie TV (2012-2015)
- Il commissario Montalbano - serie TV, 10 episodi (2016-2021)
- Io tu noi, Lucio, dirigida per Giorgio Verdelli - docufilm (2020) - Narratrice
- La scelta di Maria, dirigida per Francesco Miccichè - docufilm (2021)
- Stanotte a Milano  (2022)
- Io e Lei (la sèrie) - temporada 2 - dirigida per Massimo Ferrari - minisèrie TV, 5 episodis (2023)
- L'amica geniale 4 - serie TV (2024)

### Òperes
- Le nozze di Figaro, Wolfgang Amadeus Mozart, dirigida per Sonia Bergamasco, direcció musical de Kristiina Poska, Teatro dell'Opera di Firenze, Maggio Musicale Fiorentino, 15 de juny de 2019.

## Obres
- Sonia Bergamasco; Emanuele Trevi. Karénina, prove aperte d’infelicità.  Editori Internazionali Riuniti, 2014. ISBN 978-88-693-3335-4.
- Sonia Bergamasco. Il quaderno. prefazione di Maria Grazia Calandrone.  Milano: La Nave di Teseo, 2022. ISBN 9788834611302.

## Premis i rieconeixements

### Cinema
- David di Donatello
  - 2016 – Candidatura al millor actriu no protagonista per Quo vado?
  - 2018 – Candidatura a la millor actriu no protagonista per Come un gatto in tangenziale

- Nastro d'argento
  - 2002 – Candidatura a la millor actriu protagonista per L’amore probabilmente
  - 2004 – Millor actriu per La meglio gioventù
  - 2016 – Candidatura a la millor actriu no protagonista per Quo vado?

- Ciak d'oro
  - 2016 – Millor actriu no protagonista per Quo vado?[6]

- Giffoni Film Festival
  - 2012 – Premi Giffoni

- Globo d'oro
  - 2004 – Candidatura a la millor actriu per La meglio gioventù

- Mostra de València
  - 2024 - Premi a la millor actriu per La vita accanto[7]

### Teatre
- Premi Ubu
  - Stagione 2021/22: Millor actriu per Chi ha paura di Virginia Woolf?
- 2014 – Premi Eleonora Duse